# Голодед, Николай Матвеевич
Никола́й Матве́евич Голоде́д (9 [21] мая 1894, Старый Кривец, Черниговская губерния — 21 июня 1937, Минск, Белорусская ССР, СССР) — белорусский советский государственный и партийный деятель, председатель Совета народных комиссаров БССР (1927—1937). Член ВКП(б) с 1918 года.

## Биография
Родился 9 (21) мая 1894 года в селе Старый Кривец Черниговской губернии (ныне Брянская область) в семье белорусского крестьянина-печника.
Окончил рабфак Горецкого сельскохозяйственного института.
В 1911—1915 годах — ремонтник путей, слесарь, электромеханик на руднике «Дубовая балка» в Кривом Роге.
В 1917 году вёл революционную работу в солдатских комитетах Юго-Западного фронта. В 1918—1921 годах на советской работе в Новозыбковском уезде. В 1921—1924 годах был председателем исполкома совета города Горки (в то время Гомельской губернии), председателем тройки по борьбе с бандитизмом. С 1924 года — член Белорусского бюро ЦК РКП(б). В 1925—1927 годах — 2-й секретарь ЦК КП(б) Беларуси.
В 1927—1937 годах председатель СНК БССР.
Делегат 14—17-го съездов ВКП(б), на 16-м и 17-м съездах избирался кандидатом в члены ЦК партии. Награждён орденом Ленина.
Был арестован в Москве 14 июня 1937 года и направлен в Минск, где во время допроса в здании НКВД БССР выбросился из окна 5-го этажа.

## Память
В честь Николая Голодеда названы улица и проезд в Минске, в микрорайоне Чижовка.